# À Joinville-le-Pont
À Joinville-le-Pont est une chanson du répertoire populaire français de l'époque du bal musette. Écrite par Roger Pierre et composée par Étienne Lorin, elle a été enregistrée par Bourvil en 1952,, et par Roger Pierre et Jean-Marc Thibault en 1955,.
Son texte parle du temps libre des ouvriers en week-end, du bon temps passé aux bords de la Marne. Il rend honneur aux célèbres guinguettes joinvillaises, notamment Chez Gégène, et a rendu la ville célèbre dans toute la France. 
Grand classique de l'accordéon, elle dépeint toute une époque et constitue un morceau de patrimoine caractéristique de l'histoire de la banlieue parisienne.